# Macromitrium austrocirrosum
Macromitrium austrocirrosum är en bladmossart som beskrevs av Edwin Bunting Bartram 1942. Macromitrium austrocirrosum ingår i släktet Macromitrium och familjen Orthotrichaceae. Inga underarter finns listade i Catalogue of Life.